# Fabian de Keijzer
Fabian de Keijzer (Leusden, 10 mei 2000) is een Nederlands voetballer die als doelman uitkomt voor Heracles Almelo.

## Clubcarrière

### FC Utrecht
De Keijzer speelde in de jeugd van Roda '46 uit Leusden, waarna hij in 2011 in de FC Utrecht Academie, de jeugdopleiding van FC Utrecht, terechtkwam. De Keijzer tekende zijn eerste profcontract op 2 februari 2017. Na de verschillende jeugdelftallen van FC Utrecht te hebben doorlopen, zat De Keijzer op 17 april 2017 voor het eerst bij de selectie van Jong FC Utrecht. Zijn debuut volgde twee seizoenen later op 3 december 2018 in een wedstrijd tegen FC Den Bosch. Die wedstrijd eindigde in 1–1.
Op 1 september 2019 zat De Keijzer voor het eerst bij de wedstrijdselectie van FC Utrecht. Zo'n anderhalf jaar later kreeg hij in de winterstop (medio januari 2022) van het seizoen 2021/22 van trainer René Hake te horen dat hij Maarten Paes zou gaan vervangen als eerste doelman. De Keijzer maakte zijn debuut voor het eerste elftal op 16 januari 2022, in een met 0–3 verloren competitiewedstrijd tegen Ajax. In zijn veertiende wedstrijd op rij moest De Keijzer op 7 mei 2022 het veld met een bovenbeenblessure verlaten. Zijn herstel zal naar schatting tot het begin van het nieuwe seizoen duren. Hij werd de rest van het seizoen vervangen door Eric Oelschlägel. Paes was inmiddels vertrokken naar FC Dallas.
Op 15 augustus 2022 maakte De Keijzer zijn rentree in wedstrijd tussen Jong FC Utrecht en Heracles Almelo (0–3 verlies). Door het aantrekken van de van Celtic gehuurde Vasilis Barkas was De Keijzer in het seizoen 2022/23 geen basisspeler en speelde hij zo nu en dan mee met Jong FC Utrecht. Op 2 april 2023 keerde De Keijzer tegen FC Volendam (0–0 gelijkspel) terug onder de lat van het eerste elftal. Dit door de afwezigheid van de zieke Barkas. Twee speelrondes later verving hij op 16 april 2023 tegen FC Twente (1–0 winst) de afwezige Barkas wederom.
Bij aanvang van het seizoen 2023/24 werd duidelijk dat De Keijzer met de nieuw aangetrokken Mattijs Branderhorst om de positie van eerste doelman zou gaan strijden. Daarbij was overeengekomen dat wanneer De Keijzer geen eerste keeper zou worden, er gekeken werd naar een optie voor een vertrek. Enkele weken later werd met de onverwachtse definitieve vastlegging van Barkas echter duidelijk dat zowel Branderhorst als De Keijzer (wederom) een rol als reservedoelman zouden gaan vervullen. Beide doelmannen keken dan ook naar opties voor een (tijdelijk) vertrek. Ondanks verschillende optredens in de voorbereiding kreeg De Keijzer begin augustus 2023 geen rugnummer toegewezen voor bij de definitieve selectie van het eerste elftal, waardoor een vertrek steeds aannemelijker werd.

### Heracles Almelo
Op 11 augustus 2023 vertrok De Keijzer naar Heracles Almelo, waar hij een contract tekende tot medio 2027. Verder genoot De Keijzer ook interesse van onder meer sc Heerenveen. Na zijn komst naar de ploeg uit Almelo duidde hij daar Michael Brouwer voor zich als eerste doelman. In de zomer van 2024 bood de club Brouwer geen nieuw contract meer aan. Een nieuw contract zou leiden tot een dienstverband voor onbepaalde tijd. In tegenstelling tot een nieuw contract voor Brouwer kreeg De Keijzer hierdoor de voorkeur onder de lat.

## Clubstatistieken

### Beloften
| Seizoen                         | Club            | Competitie     | Competitie | Competitie | Overig | Overig | Totaal | Totaal |
| Seizoen                         | Club            | Competitie     | Wed.       | Dlp.       | Wed.   | Dlp.   | Wed.   | Dlp.   |
| ------------------------------- | --------------- | -------------- | ---------- | ---------- | ------ | ------ | ------ | ------ |
| 2016/17                         | Jong FC Utrecht | Eerste divisie | 0          | 0          | –      | –      | 0      | 0      |
| 2017/18                         | Jong FC Utrecht | Eerste divisie | 0          | 0          | –      | –      | 0      | 0      |
| 2018/19                         | Jong FC Utrecht | Eerste divisie | 6          | 0          | –      | –      | 6      | 0      |
| 2019/20                         | Jong FC Utrecht | Eerste divisie | 21         | 0          | –      | –      | 21     | 0      |
| 2020/21                         | Jong FC Utrecht | Eerste divisie | 7          | 0          | –      | –      | 7      | 0      |
| 2021/22                         | Jong FC Utrecht | Eerste divisie | 17         | 0          | –      | –      | 17     | 0      |
| 2022/23                         | Jong FC Utrecht | Eerste divisie | 11         | 0          | –      | –      | 11     | 0      |
| Carrièretotaal                  | Carrièretotaal  | Carrièretotaal | 62         | 0          | –      | –      | 62     | 0      |
| Bijgewerkt op 28 september 2024 |                 |                |            |            |        |        |        |        |

### Senioren
| Seizoen                         | Club            | Competitie     | Competitie | Competitie | Beker | Beker | Internationaal | Internationaal | Overig | Overig | Totaal | Totaal |
| Seizoen                         | Club            | Competitie     | Wed.       | Dlp.       | Wed.  | Dlp.  | Wed.           | Dlp.           | Wed.   | Dlp.   | Wed.   | Dlp.   |
| ------------------------------- | --------------- | -------------- | ---------- | ---------- | ----- | ----- | -------------- | -------------- | ------ | ------ | ------ | ------ |
| 2019/20                         | FC Utrecht      | Eredivisie     | 0          | 0          | 0     | 0     | –              | –              | 0      | 0      | 0      | 0      |
| 2020/21                         | FC Utrecht      | Eredivisie     | 0          | 0          | 0     | 0     | –              | –              | 0      | 0      | 0      | 0      |
| 2021/22                         | FC Utrecht      | Eredivisie     | 14         | 0          | 0     | 0     | –              | –              | 0      | 0      | 14     | 0      |
| 2022/23                         | FC Utrecht      | Eredivisie     | 2          | 0          | 0     | 0     | –              | –              | 0      | 0      | 2      | 0      |
| 2023/24                         | Heracles Almelo | Eredivisie     | 0          | 0          | 1     | 0     | –              | –              | 0      | 0      | 1      | 0      |
| 2024/25                         | Heracles Almelo | Eredivisie     | 7          | 0          | 0     | 0     | –              | –              | 0      | 0      | 7      | 0      |
| Carrièretotaal                  | Carrièretotaal  | Carrièretotaal | 23         | 0          | 1     | 0     | –              | –              | 0      | 0      | 24     | 0      |
| Bijgewerkt op 28 september 2024 |                 |                |            |            |       |       |                |                |        |        |        |        |

## Interlandcarrière
De Keijzer vertegenwoordigde verschillende Nederlandse jeugdelftallen. Zo werd hij opgeroepen voor Nederland onder 17 (vier keer basisspeler, één keer invaller en tien keer bij de selectie), Nederland onder 18 (vier keer basisspeler en drie keer bij de selectie), Nederland onder 19 (één keer basisspeler, één keer invaller en drie keer bij de selectie), Nederland onder 20 (drie keer basisspeler en drie keer bij de selectie) en Nederland onder 21 (één keer basisspeler en zeven keer bij de selectie). Doordat hij naast zijn optredens ook geregeld als wisselspeler bij de jeugdselecties zat, maakte De Keijzer bijvoorbeeld het EK onder 17 van 2017 mee.

## Trivia
De zus van De Keijzer, Lotje de Keijzer, is professioneel voetbalster.